# Ernest Joseph King
Ernest Joseph King, ameriški admiral, * 23. november 1878, Lorain, Ohio, † 25. junij 1956.

## Napredovanja
- kadet - 1897
- midshipman - 1901
- ensign - 7. junij 1903
- Lieutenant Junior Grade - preskočil
- Lieutenant - 7. junij 1906
- Lieutenant Commander - 1. julij 1913
- Commander - 1. julij 1917
- kapitan - 21. september 1918
- komodor - preskočil
- kontraadmiral - 1. november 1933
- viceadmiral - 29. januar 1938
- admiral - 1. februar 1941
- flotni admiral - 17. december 1944

## Odlikovanja in nagrade
- mornariški križec
- Navy Distinguished Service Medal (z dvema zlatima zvezdama)
- Spanish Campaign Medal
- Sampson Medal
- Mexican Service Medal
- World War I Victory Medal (s kampanjsko priponko Atlantska flota)
- American Defense Service Medal (s Atlantic Device)
- American Campaign Medal
- World War II Victory Medal
- National Defense Service Medal

## Drugo
V njegovo čast so poimenovali ladjo USS King (DL-10).